# Північний захід штату Ріу-Гранді-ду-Сул (мезорегіон)
Північний захід штату Ріу-Гранді-ду-Сул (порт. Mesorregião do Noroeste Rio-Grandense) — адміністративно-статистичний мезорегіон у Бразилії, входить у штат Ріу-Гранді-ду-Сул. Населення становить 1 970 326 осіб на 2005 рік. Займає площу 64 930,583 км². Густота населення — 30,3 ос./км².

## Склад мезорегіону
У мезорегіон входять наступні мікрорегіони:
1. Каразінью
2. Серру-Ларгу
3. Крус-Алта
4. Ерешин
5. Фредеріку-Вестфален
6. Іжуї
7. Нан-Мі-Токі
8. Пасу-Фунду
9. Санандува
10. Санта-Роза
11. Санту-Анжелу
12. Соледаді
13. Трес-Пасус

| Бразилія | Це незавершена стаття з географії Бразилії. Ви можете допомогти проєкту, виправивши або дописавши її. |